# زلدیوا
زلدیوا (روسی: Зеледеева) یک رودخانه در سرزمین کراسنویارسک کشور روسیه است.